# Plazhi i Velipojës
Plazhi i Velipojës är en strand i Albanien.   Den ligger i prefekturen Qarku i Shkodrës, i den nordvästra delen av landet, 70 km nordväst om huvudstaden Tirana.
Trakten runt Plazhi i Velipojës består till största delen av jordbruksmark.